# Gwenaëlle Butel
Ne doit pas être confondu avec Annaïg Butel.
Pour les articles homonymes, voir Butel (homonymie).
Gwenaëlle Butel est une footballeuse française née le 9 janvier 1989 à Paris. 
Elle évolue au FCF Juvisy au poste de milieu de terrain et a disputé 12 matches de Ligue des champions avec ce même club en 2010-2011, ce qui en fait l'une des joueuses les plus utilisées par Sandrine Mathivet. 
Elle a par ailleurs disputé 130 matches en D1. Fait assez rare à ce niveau, elle a débuté en équipe première à 15 ans le 10 octobre 2004 lors d'un match à Toulouse. À cette occasion, elle a eu le privilège de remplacer la meilleure buteuse de l'histoire de l'équipe de France, Marinette Pichon, à la 85e minute.
En équipe nationale, elle n'a pas encore évolué en équipe de France A mais a joué avec la sélection nationale des moins de 17 ans, celle des moins de 19 ans (avec laquelle elle a disputé 2 Championnats d'Europe) et celle des moins de 20 ans avec laquelle elle a terminé 4e de la Coupe du monde au Chili en 2008 avec des joueuses comme Wendie Renard ou Eugénie Le Sommer,.

## Carrière
- 2004-2016 :  Juvisy FCF
- 2016-2017 :  FCF Val d'Orge
- 2017-2018 :  FC Fleury 91
- 2018- :  FF Issy